# Javoršček
Ten artykuł można rozbudować o treści przetłumaczone z Wikipedii w języku słoweńskim, dostępne w artykule „Javoršček”.
Przed rozpoczęciem tłumaczenia zapoznaj się ze wskazówkami zawartymi na stronie Wikipedia:Tłumaczenia. Nie tłumacz informacji, które wydają się być nierzetelne lub mało wiarygodne! Przed publikacją artykułu, skonfrontuj tłumaczony tekst z informacjami zawartymi w obcojęzycznych źródłach. Kopiując lub tłumacząc artykuły pochodzące z Wikipedii w języku słoweńskim, należy podać ich autorów i udostępnić na tych samych warunkach – po przetłumaczeniu umieść na stronie dyskusji szablon {{Przetłumaczony}} i usuń niniejszy komunikat.
Javoršček – szczyt górski o wysokości 1557 m n.p.m. znajdujący się na terenie Alp Julijskich w Słowenii.

## Geografia
Góra położona jest na południowy wschód od Kotliny Boveckiej. Z trawiastego szczytu rozciąga się widok na Kotlinę Bovec i otaczające ją góry. W pobliżu znajduje się także Dolina Škratov (700 m), Humčič (810 m) oraz wodospad Slap Slatenik (750 m). Pod górą przepływają rzeki Socza oraz Slatnica i znajdują się wsie Kal - Koritnica, Čezsoča oraz miasto Bovec.

## Dostęp
Na szczyt prowadzą nieoznakowane szlaki:
- Jablenca – Javoršček 3 h
- Počivalnik – Javoršček  3 h